# Campionat del Món de Trial 2008
|  | Per al campionat del món en pista coberta d'aquell any, vegeu Campionat del Món de Trial indoor 2008 |

La temporada de 2008 del Campionat del Món de trial fou la 34a edició d'aquest campionat, organitzat per la FIM. El calendari oficial constava de 12 proves puntuables, celebrades entre el 30 de març i el 21 de setembre. La darrera prova fou el Gran Premi d'Espanya -disputat al Parcmotor Castellolí- que tornava a Catalunya després d'un parèntesi de tres anys.
Toni Bou va guanyar el segon dels seus 18 campionats mundials a l'aire lliure (a data de 2024), de nou, per davant d'Adam Raga i Takahisa Fujinami, una classificació que es va anar repetint invariablement des del 2007 fins al 2011. Com l'any anterior, un total de sis catalans es van classificar any entre els deu primers.
Aquell any, Dougie Lampkin va deixar Montesa per tornar a la seva antiga marca, Beta. L'anglès acabà la temporada en la sisena posició.

## Sistema de puntuació
Barem de puntuació a partir de 1984:
| Posició | 1  | 2  | 3  | 4  | 5  | 6  | 7 | 8 | 9 | 10 | 11 | 12 | 13 | 14 | 15 |
| Punts   | 20 | 17 | 15 | 13 | 11 | 10 | 9 | 8 | 7 | 6  | 5  | 4  | 3  | 2  | 1  |

## Calendari
| Ronda | Data           | Gran Premi   | Lloc             | Guanyador         |
| ----- | -------------- | ------------ | ---------------- | ----------------- |
| 1     | 30 de març     | Luxemburg    | Ettelbrück       | Toni Bou          |
| 2     | 6 d'abril      | Irlanda      | Bangor           | Adam Raga         |
| 3     | 26 d'abril     | Estats Units | Sequatchie       | Takahisa Fujinami |
| 4     | 27 d'abril     | Estats Units | Sequatchie       | Toni Bou          |
| 5     | 31 de maig     | Japó         | Twin Ring Motegi | Toni Bou          |
| 6     | 1 de juny      | Japó         | Twin Ring Motegi | Toni Bou          |
| 7     | 22 de juny     | França       | Maisse           | Adam Raga         |
| 8     | 29 de juny     | Itàlia       | Tolmezzo         | Toni Bou          |
| 9     | 6 de juliol    | Txèquia      | Kramolín         | Adam Raga         |
| 10    | 31 d'agost     | Suècia       | Uddevalla        | Adam Raga         |
| 11    | 14 de setembre | Portugal     | Lordelo          | Toni Bou          |
| 12    | 21 de setembre | Espanya      | Castellolí       | Toni Bou          |

## Classificació final
| Posició | Pilot             | Motocicleta | Punts |
| ------- | ----------------- | ----------- | ----- |
| 1       | Toni Bou          | Montesa     | 225   |
| 2       | Adam Raga         | Gas Gas     | 208   |
| 3       | Takahisa Fujinami | Montesa     | 183   |
| 4       | Jeroni Fajardo    | Beta        | 142   |
| 5       | Albert Cabestany  | Sherco      | 133   |
| 6       | Dougie Lampkin    | Beta        | 130   |
| 7       | Marc Freixa       | Gas Gas     | 104   |
| 8       | James Dabill      | Montesa     | 98    |
| 9       | Michael Brown     | Beta        | 72    |
| 10      | Daniel Oliveras   | Sherco      | 65    |
|         |                   |             |       |
| 12      | Jordi Pascuet     | Beta        | 20    |